# Molino del Pero
Il molino del Pero è parte di un sistema medievale di mulini costruiti lungo il fiume Merse, in provincia di Siena.

## Descrizione
Alimentato da una gora, che conduce su un tracciato parallelo le acque della Merse, è costituito da una grossa torre a base quadrata, in prossimità dell'abitato di Brenna, e conteneva diversi palmenti, vale a dire più di una macina. Il funzionamento si basava su di una tecnologia semplificata, e flessibile, impiegata in Toscana: il ritrecine, una ruota idraulica, provvista di una serie di cucchiai e disposta in orizzontale, che trasmetteva il movimento (tramite un asse regolabile in altezza) direttamente alla macina.  Fu usato come fortificazione dal XIV secolo per proteggere gli abitanti del villaggio vicino, oltreché le scorte di grano da macinare. In una fase più tarda, quando la popolazione si ridusse, a causa di guerre e pestilenze, parte delle sue strutture furono adattate per la gualcatura dei tessuti, una fase di lavorazione detta follatura.